# Kappa Mikey
Kappa Mikey (en japonés: カッパ・マイキー Kappa maikī) fue una serie de televisión estadounidense con formato de animación realizada por Nicktoons Network en el año 2006. Esta serie fue creado por Larry Schwarz para la cadena de televisión Nickelodeon hasta 2007. Esta vez fue estrenada el 25 de febrero de 2006 por una especial de una hora hasta que finalizó el día 20 de septiembre de 2008 estrenando tres episodios. Está dirigida por Sergei Aniskov durante el resto de la serie. El episodio piloto se estrenó el 13 de noviembre de 2004.
Es la primera serie de televisión original de media hora en la cadena Nicktoons Network, que se compró durante el mismo período que otras series de Animation Collective como Three Delivery y Speed Racer: The Next Generation, y también muestra con animaciones con Flash de otros estudios, como Edgar & Ellen y The Secret Show, aunque este último fue hecho desde BBC. También es la primera serie con adquisición global de MTV, y estuvo disponible en iTunes hasta el año 2009.
El 22 de diciembre de 2012, volvió a retransmitir la serie por única vez en Nickelodeon Latinoamérica para un bloque navideño. Por ahora no volvió a retransmitir en una sola cadena de televisión siendo Canal 11 su última retransmisión en octubre de 2011 en su totalidad, mientras que los Estados Unidos fue en su cadena original el 29 de noviembre de 2010..

## Cronología
| Personaje   | Temporadas  | Temporadas  |
| Personaje   | 1           | 2           |
| ----------- | ----------- | ----------- |
| Mikey Simon | Principal   | Principal   |
| Gonard      | Principal   | Principal   |
| Mitsuki     | Principal   | Principal   |
| Guano       | Principal   | Principal   |
| Lily        | Antagonista | Antagonista |
| Ozu         | Secundario  | Secundario  |
| Yes-Man     | Secundario  | Secundario  |
| Yoshi       | Secundario  | Secundario  |
| Calceto     | Secundario  | Secundario  |
| Beef        | Recurrente  | Recurrente  |

## Producción
El título de la serie es un juego de palabras con la palabra kappamaki, un tipo de sushi. Se sugiere que fue la inspiración para nombrar al personaje principal a Mikey Simon, y usa el prefijo kappa. Al igual que Mikey, que es un "pez fuera del agua" en Japón, la criatura kappa es un demonio de agua que puede vivir en la tierra. Los kappas ya fueron mencionados y aparecieron por primera vez en ese programa durante en el episodio de la segunda temporada «Mikey, Kappa», que fue estrenado el 5 de agosto de 2007, donde se explicaba el origen del título. Casualmente, Mikey también comparte su nombre con el actor de doblaje francés-estadounidense Michael Sinterniklaas que le da su voz principal.
Kappa Mikey es muy diferente de otras caricaturas producidas a comienzos del siglo 21, en que la propiedad era propiedad del estudio en lugar de una agencia, la animación no se sub-contrataba y los episodios fueron escritos por un empleado de tiempo completo. Después de producir proyectos basados en Internet y anuncios de televisión, la serie se convirtió en la primera serie de televisión producida por Animation Collective. La serie fue producida en la ciudad de Nueva York a partir del verano de 2005. La producción de las dos temporadas finalizó en septiembre de 2007. 

### Premisa
Schwarz concibió la serie en el año 2000, cuando dirigía Rumpus Toys, una compañía de diseño de juguetes en la ciudad de Nueva York, pero se doblaron antes de que pudiera comenzar cualquier tipo de guion gráfico. Resurgieron años más tarde como Animation Collective, y produjeron un episodio piloto para lanzar en MTV Networks, donde los diseños de los personajes y los fondos se asemejaban más a los encontrados en la serie de televisión de Adult Swim Perfect Hair Forever, y el humor también era más orientado para los adultos. Durante la gran parte del elenco actual estaba expresando sus personajes incluso a principios de la producción. MTV rechazó el trato, y eventualmente Nickelodeon recogió el proyecto. La serie se modificó fuertemente para estar dirigida a un público más joven. Los talentos de voz eran generalmente locales, y su audio se grabó en el NYAV Post de Manhattan, propiedad de Michael Sinterniklaas. Larry Schwarz, junto con los otros productores ejecutivos, supervisó todas las fases de producción, pero solo tuvo créditos de escritura en el episodio piloto, «Mikey Impossible» y «A Christmas Mikey». Todos los episodios fueron dirigidos por Sergei Aniskov. La instrumental fue compuesta por John Angier, quien también escribió las letras de "The Recycling Song", "Ori and Yori's Hits", "Living With Mikey", "How Did We Get Here Here", y las canciones en "The Karaoke Episode". 

### Animación

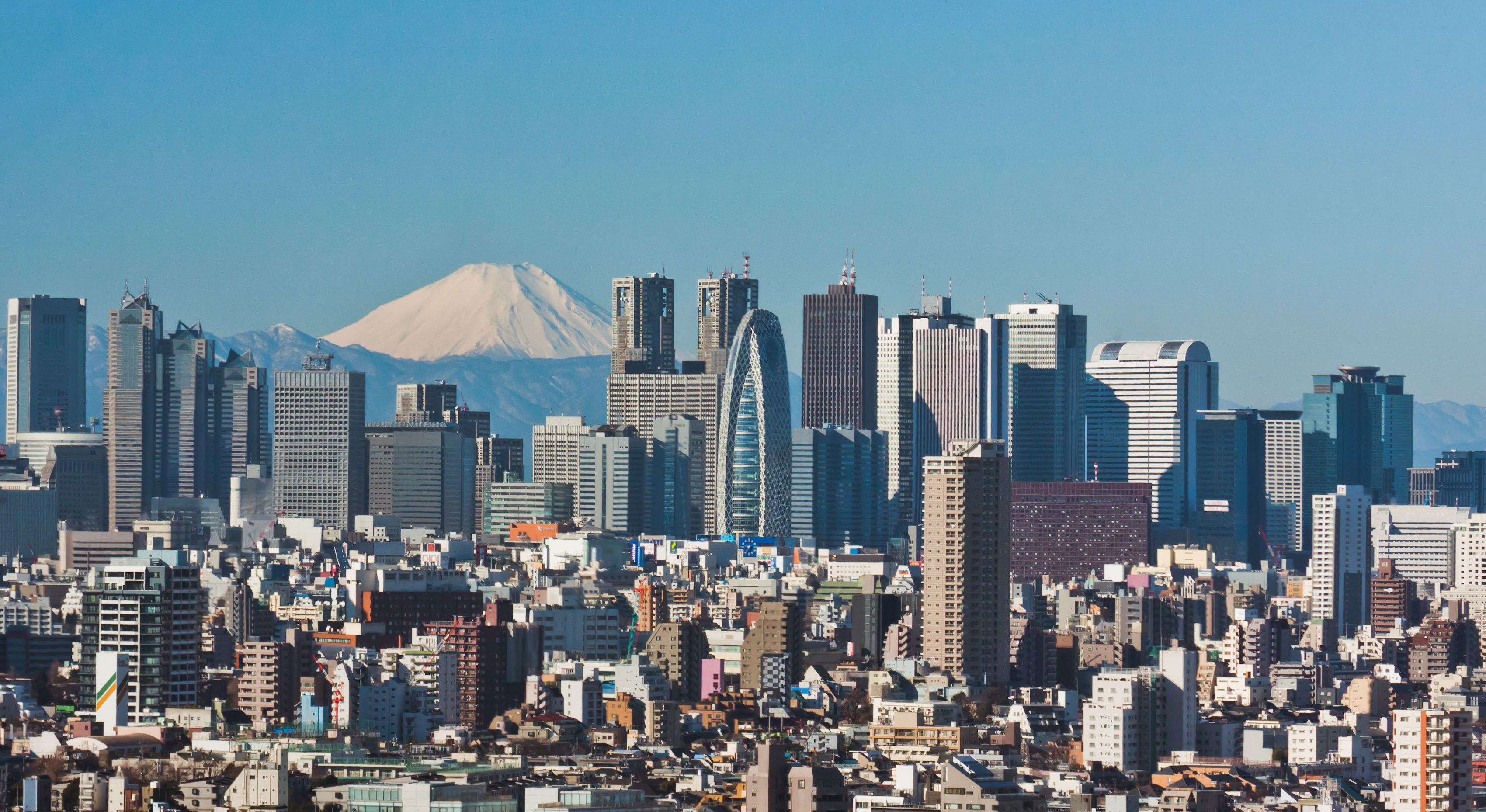
Tokio, la ciudad donde se localiza la serie

La serie fue desarrollada por Adobe Flash, con algunos momentos de CGI representados en Maya. Para enfatizar aún más el contraste en los estilos de animación, se asignó un grupo de animadores a los personajes de anime, y otro grupo estuvo a cargo de Mikey y los otros personajes estadounidenses. Los vehículos de LilyMu y alrededor de Tokio, así como las armas, el Globo Gigante de Gonard, el Barco del Rey Pirata, la máquina de genio del Karaoke, etcétera. Estos fueron creados con el desarrollador maya y exportados a Flash usando el filtro Toon. Los fondos se modelaron en maya y la textura, los detalles y las nubes se agregaron en Photoshop. Algunos de los fondos fueron inspirados por ubicaciones reales en Tokio. Los personajes de estilo anime de la serie actúan con grandes sobrecargas cómicas de fallas faciales, como una cara y/o cuerpo que se convierte en una apariencia general de manera exagerada, o que se vuelve mucho más pequeña. Esto permitió a los animadores tener más control sobre el aspecto y la actuación de un personaje que en otras series con Flash, y no siempre tuvieron que estar en el modelo. El programa usa clichés comunes al anime conocido como chibi, también utiliza como la gota de sudor, las líneas sobre los ojos o sin ojos, cabezas grandes, ojos llameantes y cuerpos cada vez más pequeños. A veces, Mikey intentará hacer estas cosas, que fue uno de los gags de ejecución de la serie, pero no puede debido a ser dibujado en un estilo estadounidense.

### Críticas
Kappa Mikey es considerado según las comunicaciones de prensa de MTV, Nicktoons Network y entre otras fuentes: 

La primera serie de anime que fue producida originalmente en los Estados Unidos
— Comunicaciones de prensa de MTV

 Ya que el término anime en inglés generalmente se reserva para la animación originalmente producida por la cultura japonesa. A menudo, se utiliza con una animación y cultura japonesa como inspiración para su concepto, en lugar de ser un anime "verdadero". Como cuestión de hecho, la serie es un homenaje y parodia del anime japonés.

## Sinopsis
La serie narra la historia de un adolescente estadounidense llamado Mikey Simon (nombre completo de Michael Alexander Simon), que gana un papel protagónico en una popular serie de televisión japonesa LilyMu, que narra como en un equipo de delincuentes con personalidades basadas en personajes típicos de un anime. 
Mikey conoció a uno de sus coestrellas, incluyendo a Gonard que es un joven con la estatura alta, dulce, algo aturdido que interpreta al principal antagonista de la serie de LilyMu, Lily, la consentida, la egocéntrica de la ingenua y dulce que caracteriza como doncella, la recluta angustiada de LilyMu, quien contempla a Mikey por haber superado su prestigio, Mitsuki, una actriz dulcemente enamorada de Mikey que interpreta a un personaje mucho más violenta en la serie que a la realidad, y Guano, una pequeña criatura púrpura difusa con muchas inseguridades, costumbres y tendencias extrañas. 
El programa en el que aparecen los actores está dirigido por un jefe tiránico y estricto llamado Ozu, conocido por su comportamiento amargo, ambicioso y constante enfurecimiento con Mikey, acompañado por su asistente El hombre sí (Yes-Man en Estados Unidos), su dedicado y confiable ayudante que lealmente lo defiende y está de acuerdo con cualquier decisión que tome. 
La serie se centra en la vida cotidiana de los actores, además de filmar el programa de televisión y las dificultades en las que pueden enredarse a sí mismos a manos de su propia arrogancia, incompetencia o estatus de celebridad, y los episodios usualmente presentan tramas secundarias siguiendo las vidas de cualquier persona. Además, los personajes no se presentan principalmente en ese episodio en particular. La serie depende en gran medida de ridiculeces y otras cosas para la comedia.

## Personajes

### Principales

#### Mikey Simon
(En japonés: マイキー・サイモン Maikī Saimon) (Voz interpretado por Michael Sinterniklaas en Estados Unidos y Omar Soto en Hispanoamérica) Nombre completo Michael Alexander Simon, es el personaje principal de la serie. Él viene de Cleveland, Estados Unidos pero ganó un concurso para aparecer en el show de LilyMu en Tokio. Mikey es algo egoísta y torpe. Él es ajeno al mundo que le rodea a menos que le haga lo que quiera, y hará cualquier cosa para conseguir lo que quiere. Sus planes, a menudo, lo meten en serios problemas.

#### Gonard
(En japonés: ゴナード Gonādo) (Voz interpretado por Sean Schemmel en Estados Unidos y Rubén León en Hispanoamérica) Hace el papel de la antagonista principal de LilyMu, un monstruo de piel púrpura, de cabello azul, ya sea dominada o destruida. Fuera del set de filmación, Gonard es un hombre dulce y de naturaleza joven; gran amigo de Mikey, es a menudo atolondrado, torpe y distraído, pero en ocasiones puede ser prepotente; le gusta comer emparedados a horas inadecuadas. A diferencia de la piel morada de su personaje de LilyMu, Gonard posee un tono de piel más natural, aunque al igual que Mitsuki, su cabello es realmente azul. Él es el más alto de los miembros del elenco.

#### Guano
(En japonés: グアノ Guano) (Voz interpretado por Gary Mack en Estados Unidos y Moisés Iván Mora en Hispanoamérica) Guano es una pequeña criatura púrpura con largas y puntiagudas orejas (similares como un conejo), bigotes, una cola larga y fina coronada con una bola de pelo, y un cristal azul en su abdomen. En LilyMu, retrata un pequeño ser púrpura que ayuda al equipo a combatir el crimen y es capaz de pronunciar nada más que su nombre, "Guano". Aparte de ser actor en la serie de televisión LilyMu, también es el guionista y director del programa. Guano es amigable, pero tiene la tendencia a temer o hacer hincapié en el trabajo o los problemas anti-relacionados con sus amigos. La vida de Guano antes de LilyMu es desconocida y, en un episodio de la segunda temporada, se descubre que es un superhéroe llamado El Tanuki Enmascarado. Durante el episodio Un cuento de navidad, se revela que Guano es en realidad un ser humano y el hijo de Ozu perdido hace mucho tiempo.

#### Lily
(En japonés: リリー Rirī) (Voz interpretado por Kether Donohue en Estados Unidos y Gaby Ugarte en Hispanoamérica) Lily es una actriz que retrata el papel de damisela en apuros en los episodios de la serie "LilyMu". En la realidad, Lily es una joven que presenta un comportamiento agresivo y exagerado en cuanto al fuerte carácter. Ella lleva una versión modificada de un uniforme escolar japonés, y también trata de mantenerse al día con las modas populares para permanecer en las listas de las celebridades mejor vestidas. Debido a que Mikey ha tomado su papel como la estrella de LilyMu, Lily lo desprecia y desquicia, pero Mikey no es consciente de esto -por el contrario, él está enamorado de ella-.

#### Mitsuki
(En japonés: ミツキ Mitsuki) (Voz interpretado por Carrie Keranen en Estados Unidos y Lizzette Sotorriba en Hispanoamérica) Mitsuki es una joven amable y desinteresada. Ella interpreta a una joven violenta en el programa. Mitsuki a menudo parece ser el personaje más sensato. Ella es la mejor amiga de Lily, aunque Lily insultará o menospreciará. Ella tiene un relación romántica con Mikey, que es demasiado despistado para notar sus afectos. Antes de convertirse en actriz, Mitsuki era un agente secreto.

#### Ozu
(En japonés: 小津 Odzu) (Voz interpretado por Stephen Moverly en Estados Unidos y Alejandro Mayén en Hispanoamérica) Ozu es el productor de LilyMu y posee varias cosas en Tokio. Cuando era niño, sus padres lo llevaron al campo para practicar karate y probablemente más tarde se mudó allí cuando tuvo su propia casa. También tiene un árbol de Bonsái preciado desde su nacimiento. Ozu es temerario, mandón y es muy exigente. Ozu trata a Mikey mejor que los otros miembros del elenco. Ozu significa que tiene lado dulce y en ocasiones les libra de problemas. Está más preocupado por las calificaciones y la recepción del programa y está muy orientado al dinero. Antes de ser un productor era un adulto joven que vivió en el país con su esposa Kiyoko y tenía un hijo, que sería más tarde conocido como su director Guano, desconoció a Ozu. Sin embargo Kiyoko y Guano desaparecieron mientras él ganaba una fortuna en Tokio para su nueva familia. Con esta gran pérdida, decidió concentrarse toda su vida en ser productor, aunque nunca pudo dejar ir lo que le pasó a su familia, especialmente durante en el episodio Un cuento de navidad.

#### Yes-Man
(Voz interpretado por Jesse Adams en Estados Unidos y desconocido aún en Hispanoamérica) Es el asistente de Ozu. A veces le gustaría tener más reconocimiento y era un actor, pero sobre todo le gusta trabajar para su jefe y es muy alegre o carece de su mente.

## Episodios
La serie lleva dos temporadas con 52 episodios (26 episodios por temporada) donde fue estrenada el 25 de febrero de 2006 hasta que ternimó el 20 de septiembre de 2008. También fue transmitida en Latinoamérica por la cadena Nickelodeon Latinoamérica el día 10 de mayo de 2006 pero lamentablemente en 2008 la serie fue cancelada sin previo aviso. Esta vez el episodio piloto se estrenó el 13 de noviembre de 2004 sin previo aviso.
| Temporada | Temporada       | Episodios       | Estreno original        | Estreno original         |
| Temporada | Temporada       | Episodios       | Estreno de temporada    | Final de temporada       |
| --------- | --------------- | --------------- | ----------------------- | ------------------------ |
|           | Episodio piloto | Episodio piloto | 13 de noviembre de 2004 | 13 de noviembre de 2004  |
|           | 1               | 26              | 25 de febrero de 2006   | 28 de abril de 2007      |
|           | 2               | 26              | 9 de junio de 2007      | 20 de septiembre de 2008 |

### Cancelación
Las fechas de emisión corresponden a Nicktoons Network, a menos que se indique lo contrario a continuación. Los episodios están en orden cronológico de los eventos internos, no necesariamente en el orden en que fueron transmitidos. Los tres episodios finales se emitieron en septiembre de 2008.

## Reparto
| Personaje             | Actor original (Estados Unidos) | Actor de doblaje (Hispanoamérica) |
| --------------------- | ------------------------------- | --------------------------------- |
| Mikey Simon           | Michael Sinterniklaas           | Omar Soto                         |
| Gonard                | Sean Schemmel                   | Rubén Leon                        |
| Guano                 | Gary Mack                       | Moisés Iván Mora                  |
| Lily                  | Kether Donohue                  | Gabriela «Gaby» Ugarte            |
| Mitsuki               | Carrie Keranen                  | Lizzette Sotorriba                |
| Ozu                   | Stephen Moverly                 | Alejandro Mayén                   |
| Dirección de doblaje: | Estudios Candiani               | Estudios Candiani                 |